# Benjamin Collins Brodie (läkare)

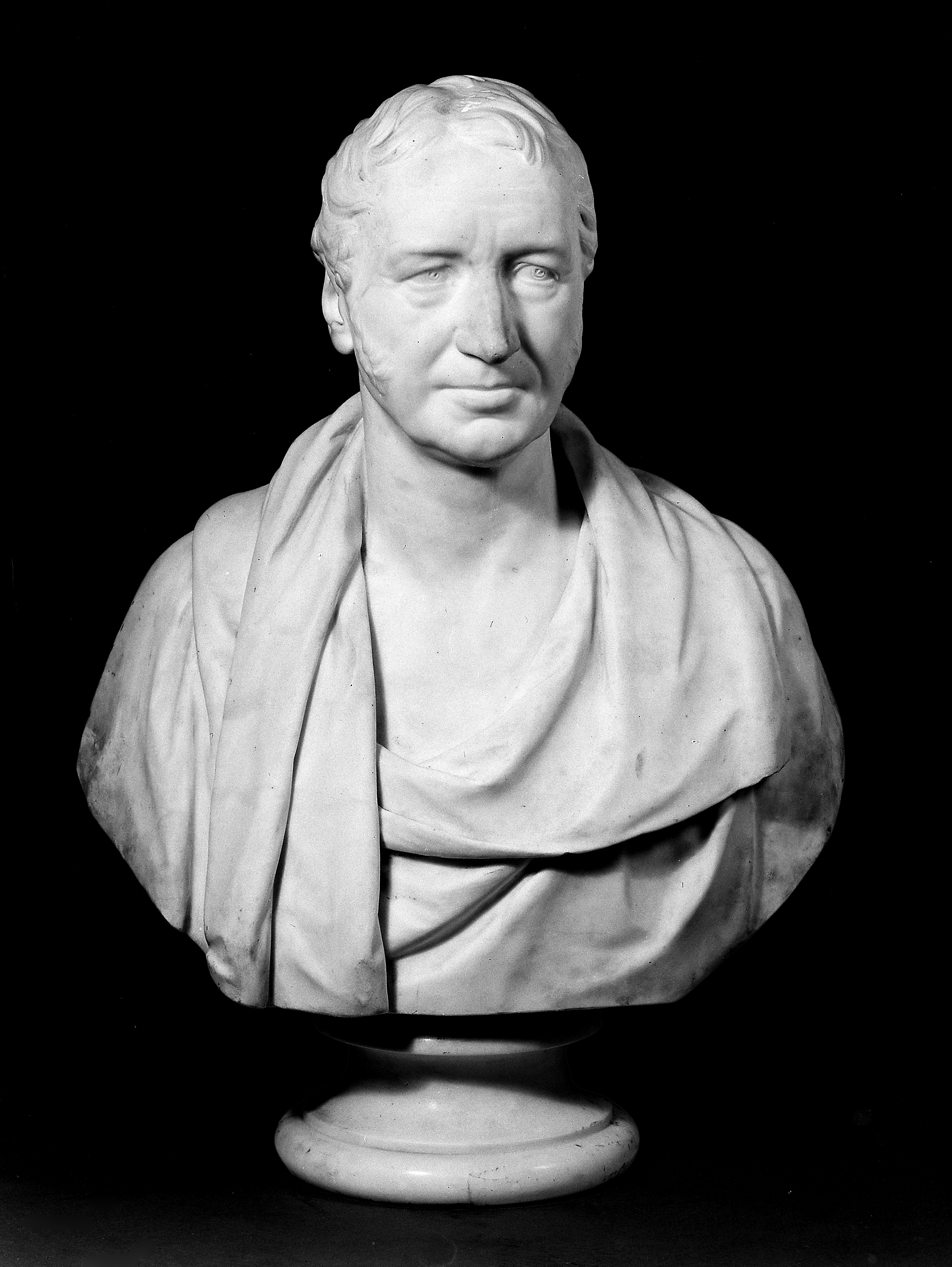
Sir Benjamin Collins Brodie, byst av William Behnes.

Sir Benjamin Collins Brodie, född den 9 juni 1783, död den 21 oktober 1862, var en engelsk kirurg. 
Efter att ha varit demonstrator anatomiæ vid den medicinska skolan i Great Windmill Street i London blev han under en följd av år som kirurg knuten till Saint George's Hospital. Han höll anatomiska och kirurgiska föreläsningar, skrev en stor mängd uppsatser och intog snart ställningen som sin tids mest betydande engelske kirurg. Brodie blev kungens kirurg 1828, baronet 1834, president i Royal Society 1858. Han tilldelades Copleymedaljen 1811 och Royal Medal 1850. Hans talrika arbeten, som särskilt i fråga om ledsjukdomarna är mycket betydelsefulla, utkom samlade efter hans död tillsammans med en del uppsatser, som han hade efterlämnat i manuskript.